# Sacrifice (2025)
Sacrifice (2025) – gala wrestlingu organizowana przez amerykańską federację Total Nonstop Action Wrestling (TNA), która była transmitowana na żywo za pomocą platformy TNA+. Odbyła się 14 marca 2025 w El Paso County Coliseum w El Paso w stanie Teksas. Była to szesnasta gala z cyklu Sacrifice, a zarazem pierwsza gala TNA+ Monthly Specials w 2025 roku. W wydarzeniu wzięli również udział wrestlerzy z brandu NXT WWE, z którym TNA współpracuje.
Na gali odbyło się dziesięć walk, w tym jedna w pre-show Countdown to Sacrifice. W walce wieczoru, Joe Hendry, Matt Hardy, Elijah, Leon Slater i Nic Nemeth pokonali The System (Eddiego Edwardsa, Briana Myersa i JDC) i The Colóns (Eddiego Colóna i Orlando Colóna) w Steel Cage 10-man tag team matchu. W innych ważnych walkach, Moose pokonał Jeffa Hardy’ego w ladder matchu, aby zachować TNA X Division Championship, Masha Slamovich pokonała supergwiazdę NXT Corę Jade, aby zachować TNA Knockouts World Championship, a Ash by Elegance, Heather by Elegance i The Personal Concierge pokonały Spitfire (Dani Lunę i Jody Threat) w 2-on-3 Handicap matchu, aby wygrać TNA Knockouts World Tag Team Championship. Wydarzenie było godne uwagi ze względu na pojawienie się wrestlerek NXT Lash Legend i Jakary Jackson.

## Tło
4 grudnia 2024, TNA ogłosiło, że Sacrifice odbędzie się 14 marca 2025 w El Paso County Coliseum w El Paso w stanie Teksas.

## Rywalizacje
Sacrifice oferowało walki wrestlingu z udziałem różnych zawodników na podstawie przygotowanych wcześniej scenariuszy i rywalizacji, które są realizowane podczas cotygodniowych odcinków programu Impact!. Wrestlerzy odgrywają role pozytywnych (face) lub negatywnych bohaterów (heel), którzy rywalizują pomiędzy sobą w seriach walk mających budować napięcie.

### Pojedynek o TNA Knockouts World Championship
19 stycznia na Genesis, po tym, jak TNA Knockouts World Championka Masha Slamovich zachowała swój tytuł po pokonaniu Rosemary w Clockwork Orange House of Fun matchu, została skonfrontowana przez Corę Jade z NXT. Na odcinku TNA Impact! 20 lutego, Jade zaatakowała Slamovich. Później tej nocy ogłoszono, że Slamovich będzie bronić swojego tytułu przeciwko Jade na Sacrifice.

### The Rascalz (Trey Miguel i Zachary Wentz) i Ace Austin vs. Wes Lee, Tyson Dupont i Tyriek Igwe
W lipcu 2024 roku The Rascalz (Trey Miguel i Zachary Wentz) mieli krótkotrwałe spotkanie z Wesem Lee z NXT (byłym współzałożycielem zespołu, który wcześniej walczył w TNA jako Dezmond Xavier) po tym, jak Lee zwrócił się przeciwko The Rascalz miesiąc później. Na odcinku TNA Impact! z 23 stycznia, Lee i jego nowi sojusznicy Tyriek Igwe i Tyson Dupont kosztowali The Rascalz walkę o tytuł z NXT Tag Team Championami Nathanem Frazerem i Axiomem. Na odcinkach Impact! z 30 stycznia i 6 lutego, The Rascalz wybiegli, by uratować Ace’a Austina przed Lee, Igwe i Dupontem po walkach Austina odpowiednio z Lee i Dupontem, a Austin dołączył do The Rascalz w ich waśni przeciwko Lee. Dwa tygodnie później, po tym, jak The Rascalz pokonali Igwe i Duponta, Lee wyzwał The Rascalz i Austina do six-man tag team matchu na Sacrifice.

### Mance Warner vs. Sami Callihan
Przez kilka tygodni Sami Callihan i ówczesny TNA Digital Media Champion PCO byli szykanowani winietami z numerem "23". Kąt ten osiągnął punkt kulminacyjny na odcinku TNA Impact! z 23 stycznia 2025 roku, w którym Steph De Lander, która powróciła do firmy po operacji szyi we wrześniu, została ujawniona jako osoba stojąca za winietami. Pojawiła się również trzymając pas TNA Digital Media Championship, twierdząc, że zdobyła go podczas "rozwodu" z ekranowym mężem PCO (w rzeczywistości PCO opuścił TNA, a tytuł został przeniesiony na De Lander). Następnie De Lander wyprowadziła swojego prawdziwego narzeczonego Mance’a Warnera, by zaatakować Callihana od tyłu. W ciągu następnego miesiąca Callihan i Warner często walczyli na arenach, przeważnie kończąc się tym, że De Lander odwracała uwagę Callihana na tyle długo, by Warner mógł dojść do siebie. Dwaj mężczyźni ostatecznie spotkali się w walce 27 lutego, ale szybko zakończyło się to dyskwalifikacją, gdy Callihan uderzył Warnera krzesłem. Obaj kontynuowali bójkę, dopóki nie zostali przerwani przez ochronę, w którym to momencie Santino Marella ogłosił rewanż między nimi na Sacrifice w street fightcie.

### Steel Cage ten-man tag team match
Na TNA Impact! z 20 lutego, TNA World Champion Joe Hendry zorganizował koncert na ringu, ale został przerwany przez debiut The Colóns (Eddie Colón i Orlando Colón). Obaj chcieli zaatakować Hendry'ego, ale przerwał im debiutujący Elijah (wcześniej Elias w WWE). Wkrótce doprowadziło to do tag team matchu w main evencie, w którym Hendry i Elijah pokonali The Colóns. W następnym odcinku The System (TNA X Division Champion Moose, Brian Myers, Eddie Edwards, JDC i Alisha Edwards) otworzyli program, a Myers wyraził zainteresowanie wprowadzeniem The Colóns do stajni. Eddie i Orlando pojawili się później, aby potwierdzić, że zostaną połączeni z The System. W głównym wydarzeniu show, Moose, Myers i Edwards z The System pokonali TNA World Tag Team Championów The Hardys (Matt Hardy i Jeff Hardy) oraz NXT Championa Oba Femiego po krótkiej ingerencji The Colóns. The System i The Colóns kontynuowali bicie The Hardys i Femiego, dopóki Hendry i Elijah nie przepędzili ich wszystkich. Santino Marella wyszedł, aby ogłosić dziesięcioosobowy tag team match na Sacrifice, w którym Matt i Hendry wybiorą trzech partnerów, którzy zmierzą się z The Colóns i The System (Myers, Edwards i JDC). W mediach społecznościowych TNA, Matt i Hendry nazwali Elijaha swoim pierwszym partnerem. W następnym tygodniu The Hardys pokonali The Colóns w non-title matchu, aczkolwiek przez dyskwalifikację z powodu ingerencji The System. Hendry, Elijah i Leon Slater wbiegli, aby pomóc The Hardys, gdy Marella zmienił ten-man tag team match na Sacrifice na steel cage match. Slater został później wymieniony w drużynie Hendry’ego w tym samym czasie. Tydzień później Edwards pokonał Slatera, aby zdobyć przewagę Colonów i The System w walce, a Nic Nemeth został nazwany ostatnim członkiem zespołu Hendry’ego wkrótce potem.

### Pojedynek o TNA X Division Championship
Podczas odcinka TNA Impact! z 23 stycznia, TNA World Tag Team Championi The Hardys (Matt Hardy i Jeff Hardy) pokonali The System (TNA X Division Championa Moose’a i JDC) w walce bez tytułu na szali, w którym Jeff przypiął Moose’a, aby wygrać. Dwa tygodnie później The Hardys połączyli siły z Leonem Slaterem, aby pokonać The System (Moose’a, JDC i Edwardsa) w six-man tag team matchu, w którym Jeff ponownie przypiął Moose’a, aby wygrać. Na TNA Impact! z 27 lutego, The Hardys i The System zmierzyli się ponownie w six-man tag team matchu, w którym Moose, Myers i Edwards pokonali The Hardys i Oba Femiego; Moose odniósł zwycięstwo przypinając Matta. Po krótkiej bójce między The System, The Colóns, The Hardys, Femi, Joe Hendry i Elijah, Santino Marella pojawił się na rampie wejściowej, aby uspokoić sytuację. Następnie ogłosił, że w związku z dwoma zwycięstwami Jeffa nad Moosem, Heff zmierzy się z Moosem o TNA X Division Championship na Sacrifice w ladder matchu.

### Tessa Blanchard vs. Léi Ying Lee
Na TNA Impact! z 20 lutego, w segmencie za kulisami, Tessa Blanchard próbowała wykonać badanie lekarskie z personelem medycznym TNA. Jednak, ku wielkiemu rozczarowaniu Blanchard, lekarz zajmował się obecnie Léi Ying Lee, która wcześniej została spryskana green mistem przez Rosemary po ich walki. Wściekła Blanchard rzuciła się do ucieczki, po czym oświadczyła, że nie zawalczy tej nocy. Ostatecznie została zmuszona do walki w następnym tygodniu przez Santino Marellę pod groźbą zwolnienia, gdzie odniosła szybkie zwycięstwo. Kiedy Blanchard wróciła za kulisy, stanęła przed nią Lee, która była zmęczona ciągłym złorzeczeniem Blanchard na dywizję Knockouts. Marella przerwał powstałą kłótnię, po czym zorganizował pojedynek pomiędzy dwiema kobietami na Sacrifice.

### Mustafa Ali vs. Mike Santana
Na TNA Impact! z 23 stycznia Mike Santana wyciął promo na ringu o tym, jak był teraz nowym standardem TNA i potwierdził swój cel zdobycia TNA World Championship. Zaraz po tym jednak Santana został zaskoczony przez powracającego Mustafę Alego, który ogłosił nie tylko podpisanie kontraktu z TNA, ale także rozpoczęcie "kampanii", aby zostać TNA World Championem. Ali później utworzył gabinet z The Good Hands (Johnem Skylerem i Jasonem Hotchem), później przemianowany na "The Great Hands", oraz Tashą Steelz jako jego szefowie ochrony i sekretarka prasowa. 13 lutego Ali zorganizował spotkanie w ratuszu z szatnią, aby nominować siebie jako kolejnego pretendenta do  TNA World Championship, ale został zamknięty przez Tommy’ego Dreamera, który wyznaczył Santanę na to stanowisko. Doprowadziło to Ali do rozpoczęcia kampanii oszczerstw przeciwko Santanie, aby stać się pretendentem numer jeden. W następnym tygodniu Santana był widziany na spotkaniu Anonimowych Alkoholików, odnosząc się do jego prawdziwej rehabilitacji z alkoholizmu, kiedy Ali wtargnął, by wygłosić porywającą mowę do uczestników. Jednak kiedy miał już wyjść, Ali szepnął do Santany: "Wszystko może się zmienić, Mike. Ale ludzie tacy jak ty nie". Tydzień później, po zwycięstwie Santany nad Oro Mensahem z NXT, odtworzono reklamę z gabinetu Alego, która oskarżała Santanę o potajemny nawrót nadużywania alkoholu. 3 marca TNA ogłosiło na swojej stronie internetowej, że Santana i Ali zmierzą się jeden na jednego na Sacrifice.

### Pojedynek o TNA Knockouts World Tag Team Championship
Na Genesis, Spitfire (Dani Luna i Jody Threat) zachowały TNA Knockouts World Tag Team Championship przeciwko Ash by Elegance i Heather by Elegance, pomimo ingerencji menedżera tej ostatniej drużyny, The Personal Concierge’a. Po tym, jak Ash, Heather i Personal Concierge poskarżyli się Santino Marelli, że nielegalna osoba została przypięta w walce, Spitfire zgodził się na rewanż, z dodatkowym zastrzeżeniem, że przegrani staną się osobistymi konsjerżami zwycięzcy na 24 godziny. Walka odbyła się 27 lutego na odcinku TNA Impact!, a Spitfire po raz kolejny zachowali tytuł. Służba Ash i Heather dla Spitfire była widoczna w odcinku z następnego tygodnia, ale oboje zaatakowały mistrzynie, gdy minęły 24 godziny z powodu odwrócenia uwagi przez The Personal Concierge’a. Tydzień później Ash, Heather i The Personal Concierge ponownie skarżyli się Marelli na warunki, które znosili. Gdy później trójka wdała się w kłótnię z pobliskim Spitfire, Marella wkroczył, by zaoferować byłej grupie kolejną walkę o Knockouts World Tag Team Championship na Sacrifice. Byłby to jednak handicap match trzech na dwóch, z Ash i Heather w drużynie z The Personal Conciergem przeciwko Spitfire.

## Wyniki walk
| Nr                                                                   | Wyniki | Stypulacje                                                        | Czas  |
| -------------------------------------------------------------------- | --- | ----------------------------------------------------------------- | ----- |
| 1P                                                                   | First Class (AJ Francis i KC Navarro) pokonali The Aztec Warriors (Laredo Kida i Octagóna Jr.) poprzez pinfall                                                                      | Tag team match                                                    | 6:45  |
| 2                                                                    | Mance Warner (z Steph De Lander) pokonał Samiego Callihana poprzez pinfall | Street Fight                                                      | 10:47 |
| 3                                                                    | Tessa Blanchard pokonała Léi Ying Lee poprzez pinfall | Singles match                                                     | 11:14 |
| 4                                                                    | The Rascalz (Trey Miguel i Zachary Wentz) i Ace Austin pokonali Wesa Lee, Tysona Duponta i Tyrieka Igwe poprzez pinfall                                                             | "Lucha Rules" Six-man tag team match                              | 9:54  |
| 5                                                                    | Steve Maclin pokonał Frankiego Kazariana poprzez pinfall | Singles match                                                     | 8:49  |
| 6                                                                    | Ash by Elegance, Heather by Elegance i The Personal Concierge pokonali Spitfire (Dani Lunę i Jody Threat) (c) poprzez pinfall                                                       | 2-on-3 Handicap match o TNA Knockouts World Tag Team Championship | 9:07  |
| 7                                                                    | Mustafa Ali (z Jasonem Hotchem, Johnem Skylerem i Tashą Steelz) pokonał Mike’a Santanę poprzez pinfall                                                                              | Singles match                                                     | 13:24 |
| 8                                                                    | Masha Slamovich (c) pokonała Corę Jade poprzez pinfall | Singles match o TNA Knockouts World Championship                  | 9:27  |
| 9                                                                    | Moose (c) (z Alishą Edwards) pokonał Jeffa Hardy’ego poprzez pinfall | Ladder match o TNA X Division Championship                        | 16:33 |
| 10                                                                   | Joe Hendry, Matt Hardy, Elijah, Leon Slater i Nic Nemeth pokonali The System (Eddiego Edwardsa, Briana Myersa i JDC) i The Colóns (Eddiego Colóna i Orlando Colóna) poprzez pinfall | Steel Cage 10-man tag team match                                  | 17:02 |
| (c) – mistrz/mistrzyni przed walkąP – walka miała miejsce w pre-show | |                                                                   |       |